# Aignan
Pour les articles homonymes, voir Aignan (homonymie).
Aignan est une commune française située dans l'ouest du département du Gers, en région Occitanie. Sur le plan historique et culturel, elle est dans la Rivière-Basse, un pays se situant dans la moyenne vallée de l'Adour, autour du fleuve qui marque un coude appuyé entre Bigorre et Gers.
Exposée à un climat océanique altéré, elle est drainée par la Douze, le Midouzon, le Petit Midour et par divers autres petits cours d'eau. La commune possède un patrimoine naturel remarquable composé de trois zones naturelles d'intérêt écologique, faunistique et floristique.
Aignan est une commune rurale qui compte 722 habitants en 2022, après avoir connu un pic de population de 1 771 habitants en 1831.  Ses habitants sont appelés les Aignanais ou  Aignanaises.

## Géographie

### Localisation
La commune d'Aignan est le chef-lieu du canton d'Aignan dans l'arrondissement de Mirande et se situe à 39 km de Mirande et à 50 km au sud-ouest d'Auch. Aignan est une commune de la région gasconne de la Ténarèze.

### Communes limitrophes
Les communes limitrophes sont  Avéron-Bergelle, Bouzon-Gellenave, Castelnavet, Couloumé-Mondebat, Loubédat, Loussous-Débat, Lupiac, Margouët-Meymes, Pouydraguin et Sabazan.
| Avéron-Bergelle, Loubédat | Margouët-Meymes | Lupiac            |
| Sabazan, Bouzon-Gellenave | Aignan          | Castelnavet       |
| Pouydraguin               | Loussous-Débat  | Couloumé-Mondebat |

### Géologie et relief
La superficie de la commune est de  3 216 ha. Son altitude varie entre 107 et 222 m.
Aignan se situe en zone de sismicité 2 (sismicité faible).

### Hydrographie

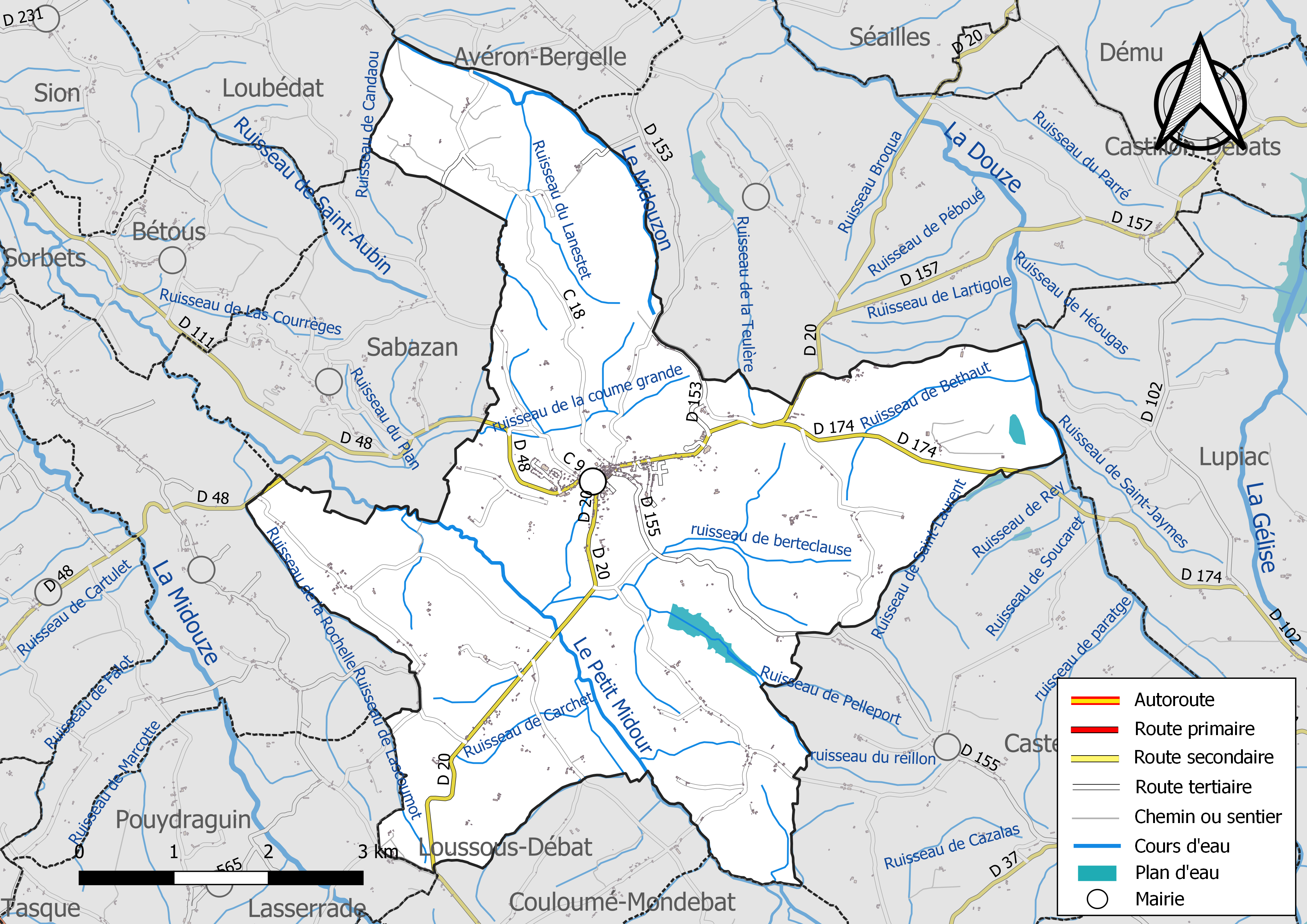
Réseaux hydrographique et routier d'Aignan.

La commune est dans le bassin de l'Adour, au sein du bassin hydrographique Adour-Garonne. Elle est drainée par la Douze, le Midouzon, le Petit Midour, le ruisseau d'Arraté, le ruisseau de Bethaut, le ruisseau de Bonne Font, le ruisseau de Bordegeille, le ruisseau de Candaou, le ruisseau de Carchet, le ruisseau de Douzens, le ruisseau de Labadie, le ruisseau de Labousquère, le ruisseau de la coume grande, le ruisseau de Lahite, qui constituent un réseau hydrographique de 45 km de longueur totale,.
La Douze, d'une longueur totale de 123,5 km, prend sa source dans la commune de Gazax-et-Baccarisse et s'écoule du sud-est vers le nord-ouest puis vers le sud. Elle traverse la commune et se jette dans la Midouze à Mont-de-Marsan, après avoir traversé 34 communes.
Le Midouzon, d'une longueur totale de 14,5 km, prend sa source dans la commune et s'écoule du sud-est vers le nord-ouest. Il traverse la commune et se jette dans le ruisseau de Saint-Aubin à Sainte-Christie-d'Armagnac, après avoir traversé 6 communes.
Le Petit Midour, d'une longueur totale de 24,1 km, prend sa source dans la commune de Gazax-et-Baccarisse et s'écoule du sud-est vers le nord-ouest. Il traverse la commune et se jette dans la Midouze à Bétous, après avoir traversé 12 communes.

### Climat
Pour des articles plus généraux, voir Climat de l'Occitanie et Climat du Gers.
En 2010, le climat de la commune est de type climat du Bassin du Sud-Ouest, selon une étude s'appuyant sur une série de données couvrant la période 1971-2000. En 2020, Météo-France publie une typologie des climats de la France métropolitaine dans laquelle la commune est exposée à un climat océanique altéré et est dans la région climatique Aquitaine, Gascogne, caractérisée par une pluviométrie abondante au printemps, modérée en automne, un faible ensoleillement au printemps, un été chaud (19,5 °C), des vents faibles, des brouillards fréquents en automne et en hiver et des orages fréquents en été (15 à 20 jours).
Pour la période 1971-2000, la température annuelle moyenne est de 13,3 °C, avec une amplitude thermique annuelle de 15,1 °C. Le cumul annuel moyen de précipitations est de 851 mm, avec 11,6 jours de précipitations en janvier et 6,2 jours en juillet. Pour la période 1991-2020, la température moyenne annuelle observée sur la station météorologique la plus proche, située sur la commune de Lupiac à 8 km à vol d'oiseau, est de 13,8 °C et le cumul annuel moyen de précipitations est de 879,7 mm,. Pour l'avenir, les paramètres climatiques de la commune estimés pour 2050 selon différents scénarios d'émission de gaz à effet de serre sont consultables sur un site dédié publié par Météo-France en novembre 2022.

### Milieux naturels et biodiversité
L’inventaire des zones naturelles d'intérêt écologique, faunistique et floristique (ZNIEFF) a pour objectif de réaliser une couverture des zones les plus intéressantes sur le plan écologique, essentiellement dans la perspective d’améliorer la connaissance du patrimoine naturel national et de fournir aux différents décideurs un outil d’aide à la prise en compte de l’environnement dans l’aménagement du territoire.
Une ZNIEFF de type 1 est recensée sur la commune :
le « lac et bois d'Aignan » (310 ha), couvrant 3 communes du département et deux ZNIEFF de type 2, : 
- « la Douze et milieux annexes » (11 575 ha), couvrant 29 communes dont 26 dans le Gers et trois dans les Landes[18] ;
- le « réseau hydrographique du Midou et milieux annexes » (6 344 ha), couvrant 43 communes dont 37 dans le Gers et six dans les Landes[19].

Carte des ZNIEFF de type 1 et 2 à Aignan.
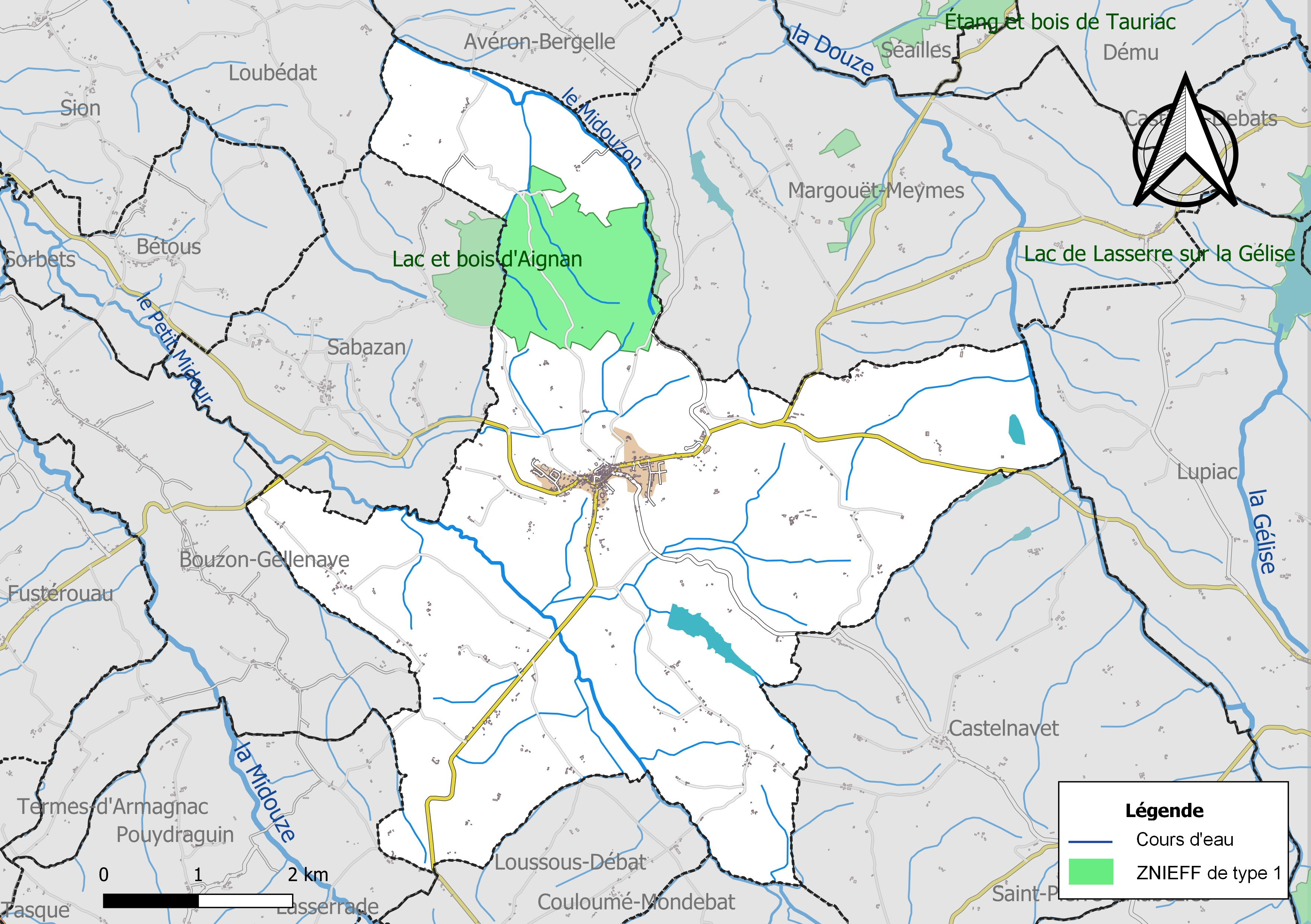
Carte de la ZNIEFF de type 1 sur la commune.
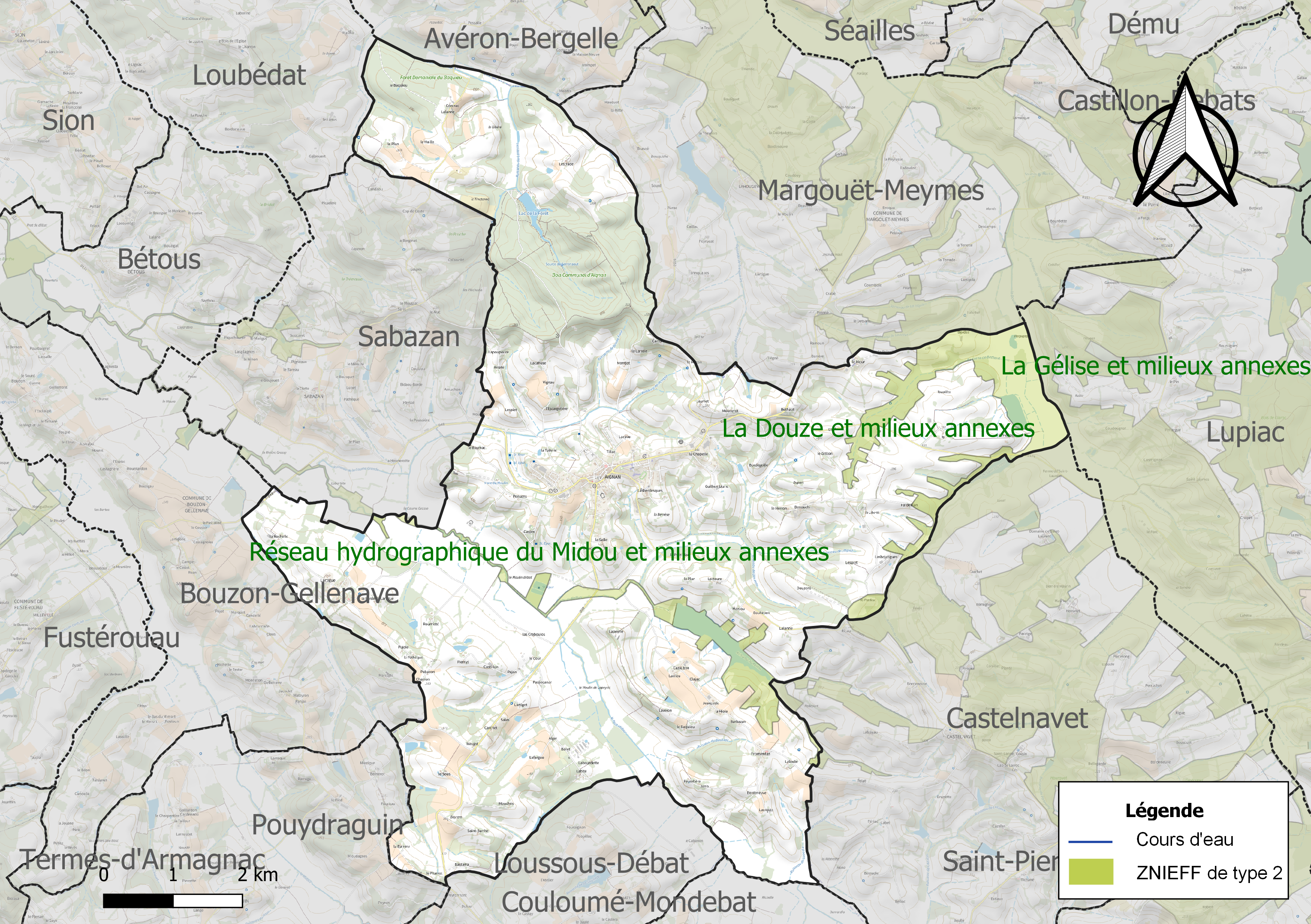
Carte des ZNIEFF de type 2 sur la commune.

## Urbanisme

### Typologie
Au 1er janvier 2024, Aignan est catégorisée commune rurale à habitat dispersé, selon la nouvelle grille communale de densité à sept niveaux définie par l'Insee en 2022.
Elle est située hors unité urbaine et hors attraction des villes,.

### Occupation des sols
L'occupation des sols de la commune, telle qu'elle ressort de la base de données européenne d’occupation biophysique des sols Corine Land Cover (CLC), est marquée par l'importance des territoires agricoles (84,1 % en 2018), en diminution par rapport à 1990 (85,5 %). La répartition détaillée en 2018 est la suivante : 
zones agricoles hétérogènes (46,5 %), terres arables (19,4 %), prairies (18 %), forêts (13,4 %), zones urbanisées (1,7 %), milieux à végétation arbustive et/ou herbacée (0,9 %), cultures permanentes (0,2 %). L'évolution de l’occupation des sols de la commune et de ses infrastructures peut être observée sur les différentes représentations cartographiques du territoire : la carte de Cassini (XVIIIe siècle), la carte d'état-major (1820-1866) et les cartes ou photos aériennes de l'IGN pour la période actuelle (1950 à aujourd'hui).

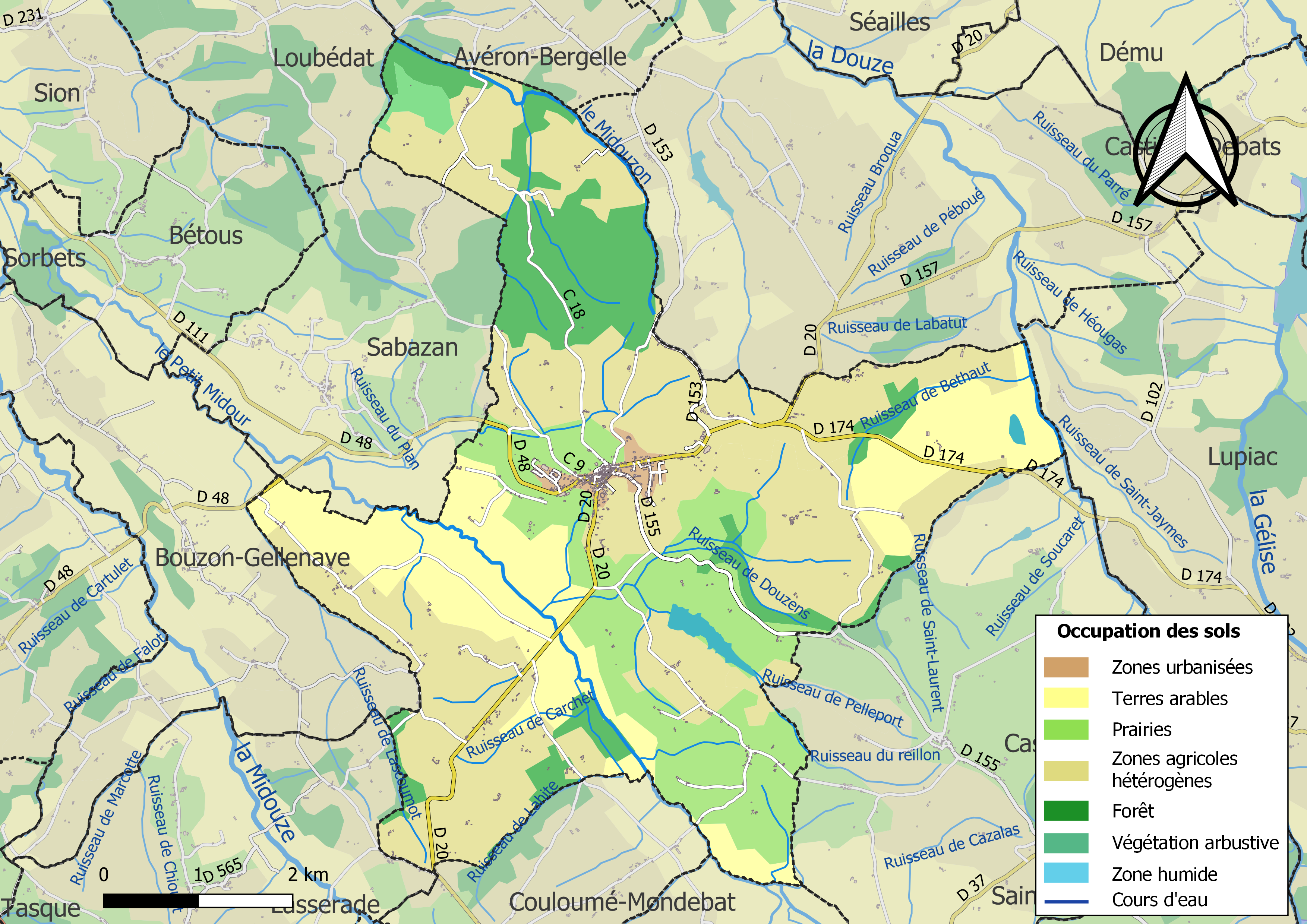
Carte des infrastructures et de l'occupation des sols de la commune en 2018 (CLC).

### Risques majeurs
Le territoire de la commune d'Aignan est vulnérable à différents aléas naturels : météorologiques (tempête, orage, neige, grand froid, canicule ou sécheresse) et séisme (sismicité faible). Il est également exposé à un risque technologique,  le transport de matières dangereuses. Un site publié par le BRGM permet d'évaluer simplement et rapidement les risques d'un bien localisé soit par son adresse soit par le numéro de sa parcelle.

#### Risques naturels

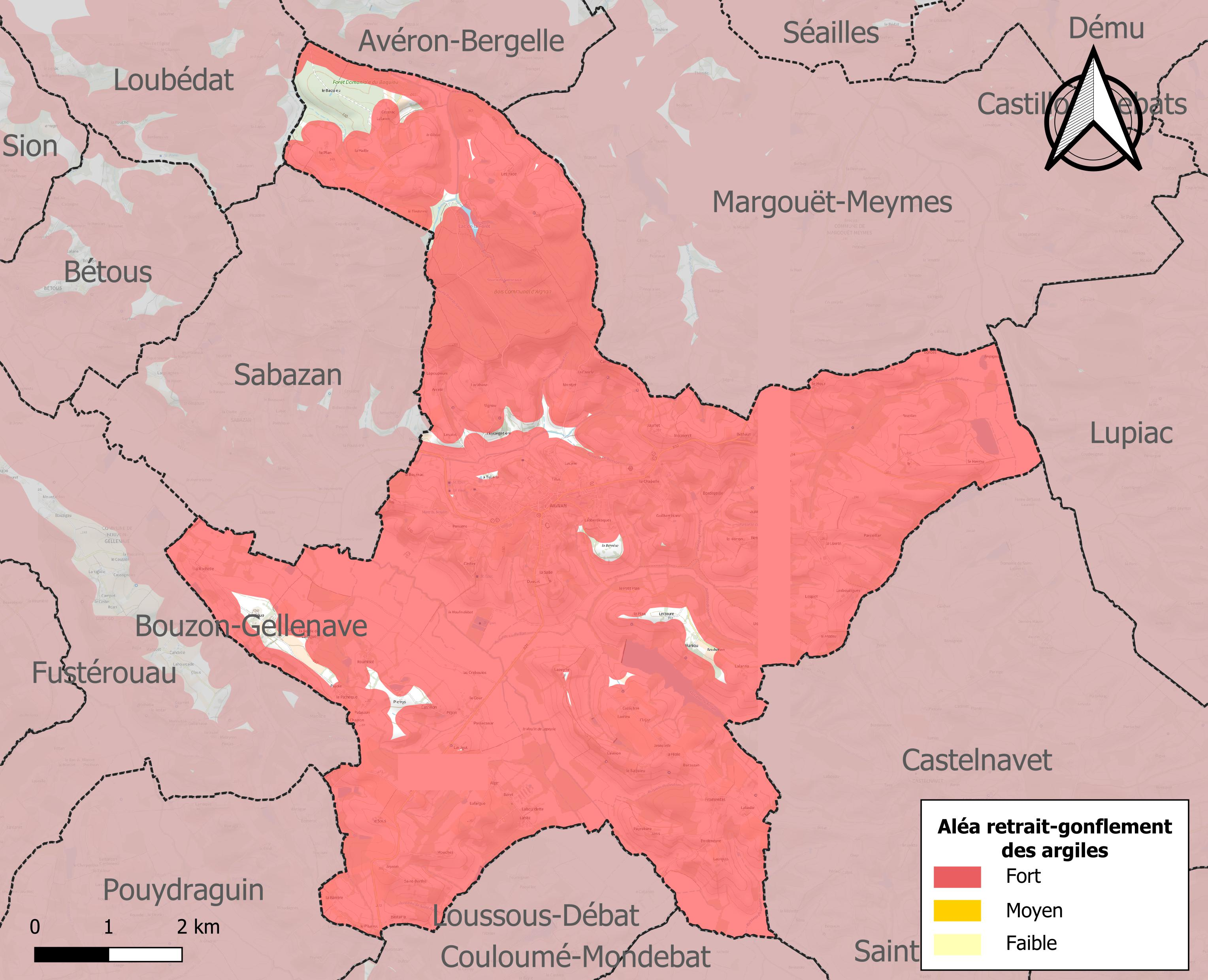
Carte des zones d'aléa retrait-gonflement des sols argileux d'Aignan.

Le retrait-gonflement des sols argileux est susceptible d'engendrer des dommages importants aux bâtiments en cas d’alternance de périodes de sécheresse et de pluie. 96,1 % de la superficie communale est en aléa moyen ou fort (94,5 % au niveau départemental et 48,5 % au niveau national). Sur les 445 bâtiments dénombrés sur la commune en 2019, 433 sont en aléa moyen ou fort, soit 97 %, à comparer aux 93 % au niveau départemental et 54 % au niveau national. Une cartographie de l'exposition du territoire national au retrait gonflement des sols argileux est disponible sur le site du BRGM,.
Par ailleurs, afin de mieux appréhender le risque d’affaissement de terrain, l'inventaire national des cavités souterraines permet de localiser celles situées sur la commune.
La commune a été reconnue en état de catastrophe naturelle au titre des dommages causés par les inondations et coulées de boue survenues en 1983, 1999, 2006 et 2009. Concernant les mouvements de terrains, la commune a été reconnue en état de catastrophe naturelle au titre des dommages causés par la sécheresse en 1989, 1993, 2002 et 2011 et par des mouvements de terrain en 1999.

#### Risques technologiques
Le risque de transport de matières dangereuses sur la commune est lié à sa traversée par des infrastructures routières ou ferroviaires importantes ou la présence d'une canalisation de transport d'hydrocarbures. Un accident se produisant sur de telles infrastructures est en effet susceptible d’avoir des effets graves au bâti ou aux personnes jusqu’à 350 m, selon la nature du matériau transporté. Des dispositions d’urbanisme peuvent être préconisées en conséquence.

## Toponymie
Aignan vient du patronyme latin Annius, suivi du suffixe anum, sans doute le propriétaire du domaine situé en ce lieu à l'époque gallo-romaine.
En 1801, la commune est connue sous le nom d'Aignan-la-Justice.
Le nom de la commune en occitan gascon est Anhan.

## Histoire

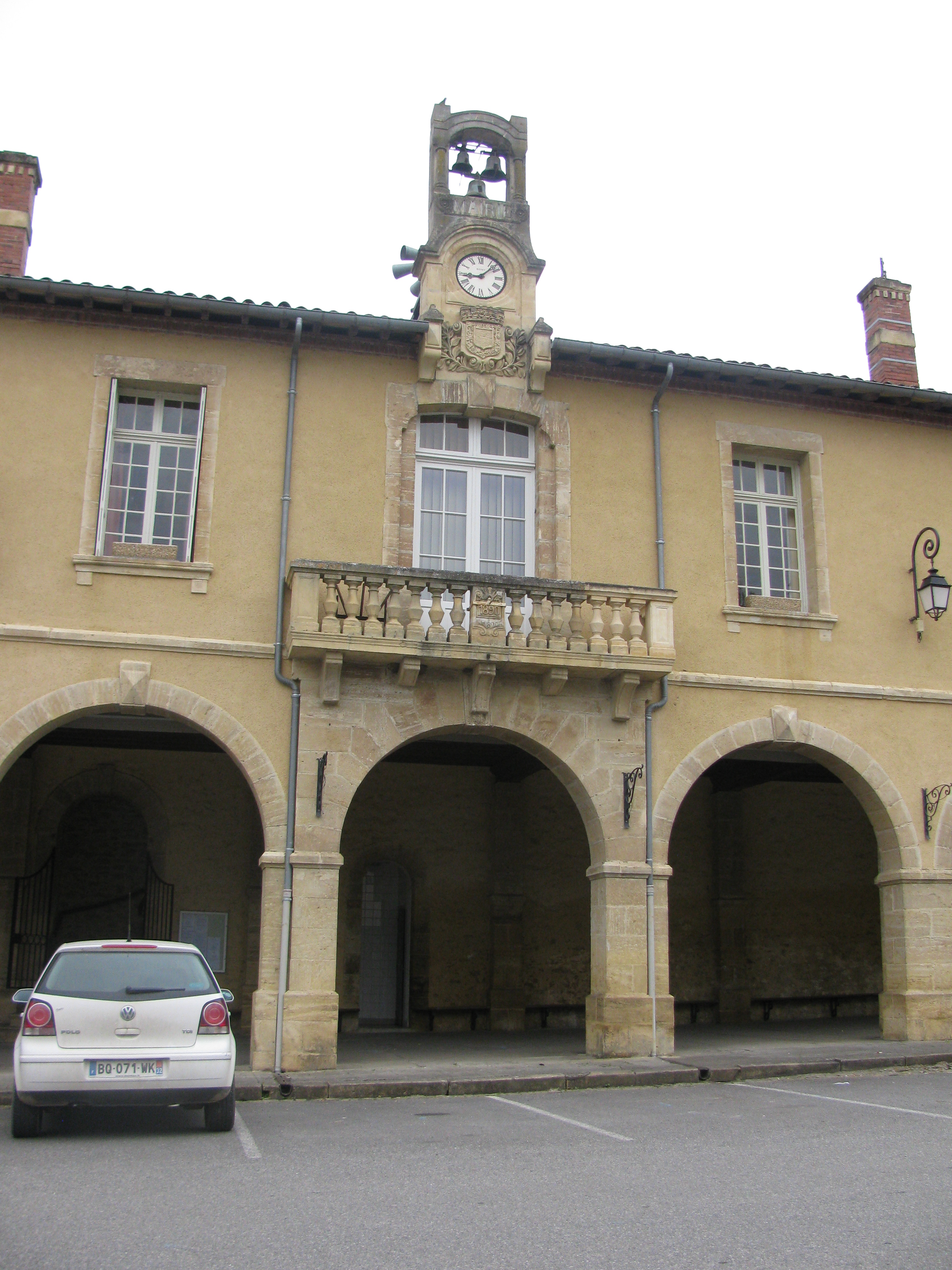
La mairie.
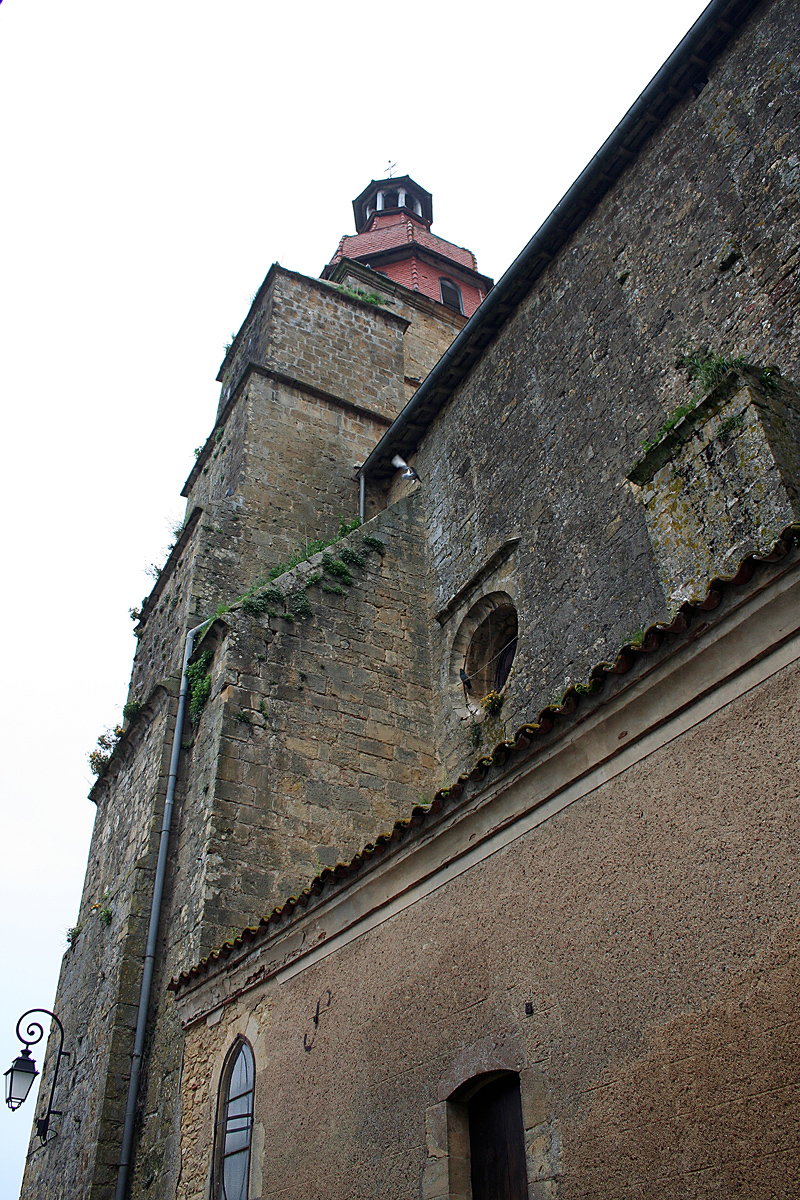
L'église Saint Saturnin.

La ville d'Aignan, autrefois fortifiée, possède encore quelques vestiges de ses anciennes murailles et quelques points d'eau, témoignage de ses anciens fossés. Elle fut le siège d'une capitainerie, d'un archiprêtré et d'une des 25 subdélégations qui se partageaient le territoire de l’Intendance d'Auch, de la rive gauche de la Garonne au versant nord des Pyrénées.
La fondation d'Aignan remonterait à l'an 620 et serait due au seigneur Saxon Anianus, favori de Clotaire, successeur de Genialis, premier duc imposé par les rois Mérovingiens aux Gascons.
Aignan fut la première capitale de l'Armagnac et le siège du Parlement de Gascogne dès le Xe siècle. Le Comté d'Armagnac fondé en 960 par le Comte de Fezensac Guillaume Garcès en faveur de son deuxième fils Bernard le Louche, comprenait à peu près les actuels cantons d'Aignan, de Cazaubon, de Nogaro et de Riscle.
La Maison Comtale existe toujours face à l'église paroissiale Saint-Saturnin. C'est dans cette maison, à la fenêtre du deuxième étage donnant au sud, que fut tué d’un trait d'arquebuse calviniste, en 1590, le gouverneur de la ville qui parlementait avec les assaillants du baron de Sus.
En 1216, Guillaume Vital d'Aignan, accompagne Géraud, comte d'Armagnac, à Montauban où il rend hommage à Simon le Fort.
En 1338, le Sire de Luppé est promu Commandant de la Capitainerie d'Aignan par le Sire d'Albret. À cette époque, une tour pentagonale s'élevait à l'emplacement de l'actuelle place centrale. Haute d’environ 25m, elle était en relation optique avec plusieurs villages des alentours. Cette tour, très délabrée et vestige du Château des Duc de Bouillon, se serait écroulée un dimanche après-midi de 1868. La municipalité décida, par mesure de sécurité, de la détruire entièrement. Les pierres, selon toute vraisemblance, furent stockées et ne servirent que bien plus tard à la construction de l'actuel Hôtel de Ville terminé en 1890.
En 1355, Aignan subit les incursions de Édouard de Woodstock, dit le Prince Noir, dont le domaine arrivait aux limites de l'Armagnac, à l'actuelle commune de Termes d’Armagnac. La cité fut prise d'assaut, pillée et incendiée, ce qui explique en partie l'absence totale d'archives anciennes. Les églises romanes Saint-Saturnin et celle de Lartigue, puis l'église de Fromentas à l'architecture gothique gasconne, subsistent encore.
En 1465, la Douairière de Bouillon cède à la ville d'Aignan la forêt de Naoucrouts ainsi qu'une grande maison, sur la place, qui servait d'Hôpital, le tout contre la redevance annuelle d'une paire de gants blancs.
En 1470, compte tenu de la vie dissolue de Jean V d'Armagnac qui avait épousé sa sœur (connue comme "la plus belle femme du royaume") et en avait eu deux enfants, Louis XI saisit les biens de ce dernier et fait don d'Aignan à son propre gendre Pierre de Bourbon, Sire de Beaujeu et Comte de Clermont et de la Marche. Ce dernier, en septembre 1481, à la demande des Consuls d'Aignan, doit renouveler la reconnaissance du don de la Forêt de Naoucrouts et de l'Hôpital (construction de XIIIe siècle). L'acte de reconnaissance est rédigé en latin et en gascon par Maître Chastenet, notaire à Nogaro, dont les minutes nous sont parvenues. L'acte se termine par le rappel des noms des participants : « Et foc la présenta reconexanca, à ANHA, lo penultième jor de septembre quatz cent hoeytante et hum en présença de Vidon de Laspeyres et Jaymet de Lannefort et mei Joannis de Chastanets notarii villae Nogarolii habitatoris qui instrumentum retnui ».
En juin 1585, Henri IV, Roi de France et de Navarre passe à Aignan, village qu'il connaissait bien pour y être venu plusieurs fois avec sa mère Jeanne d'Albret, reine de Navarre. La légende dit que du château du Blanin où il résidait alors, il se rendait souvent à Castelnavet voir de gentes demoiselles. D’où le nom du chemin qui relie ces deux lieux : « Chemin du Roi ». L'existence de ces visites permettrait aux vieilles familles de Castelnavet de se prétendre toutes comme descendant du «  Noste Henric ».
Puis, c'est au tour des Calvinistes, avec le Baron de Sus, en février 1590, dans le cadre des guerres de religion, d'investir la commune, de la piller complètement avant que Blaise de Monluc ne vienne la libérer (il existe un récit détaillé de cette attaque qui s'est déroulée lors du mariage du Duc de Lassalle avec Catherine de Mau).
Jusqu'à la Révolution, il semble que la commune d’Aignan ait connu une période de calme. Mais à cette époque les esprits s'échauffent à nouveau puisqu'une armée révolutionnaire partit d’Aignan pour se diriger sur Auch où elle s'arrêta sur les hauteurs de l'Oratoire. Le Vicaire d'Aignan, du nom de Daurensan, est déporté en 1782 au Fort du Ha puis embarqué à Dunkerque pour une destination inconnue ; sûrement le bagne de Cayenne.
Plus tard en 1851, le docteur Cavanhac et l'huissier Mangounet sont déportés en Algérie, en tant que responsables locaux d'une vive opposition à Napoléon III.
C’est à 1854, année où est découverte une fabrique de fausse monnaie à Margouet Meymes, que la gendarmerie de Lupiac est transférée à Aignan dans les locaux de l'ancien Hôpital donnés par la Douairière de Bouillon.
Sous l'Ancien Régime, Aignan est déjà réputée pour son commerce du vin et de la verrerie.
La région fut très active sous l’occupation nazie avec des personnages comme le colonel Parisot, Jean Laborde, futur député et Maire d'Auch, Abel Sempé maire d'Aignan et sénateur durant une longue période et « Camillo » Guerrero, responsable des maquis espagnols.
En 1928, l'universitaire américain Jay William Hudson publie un ouvrage intitulé Abbé Pierre, décrivant la vie dans le canton d'Aignan. Il est également l'auteur en 1934 de Morning in Gascony.

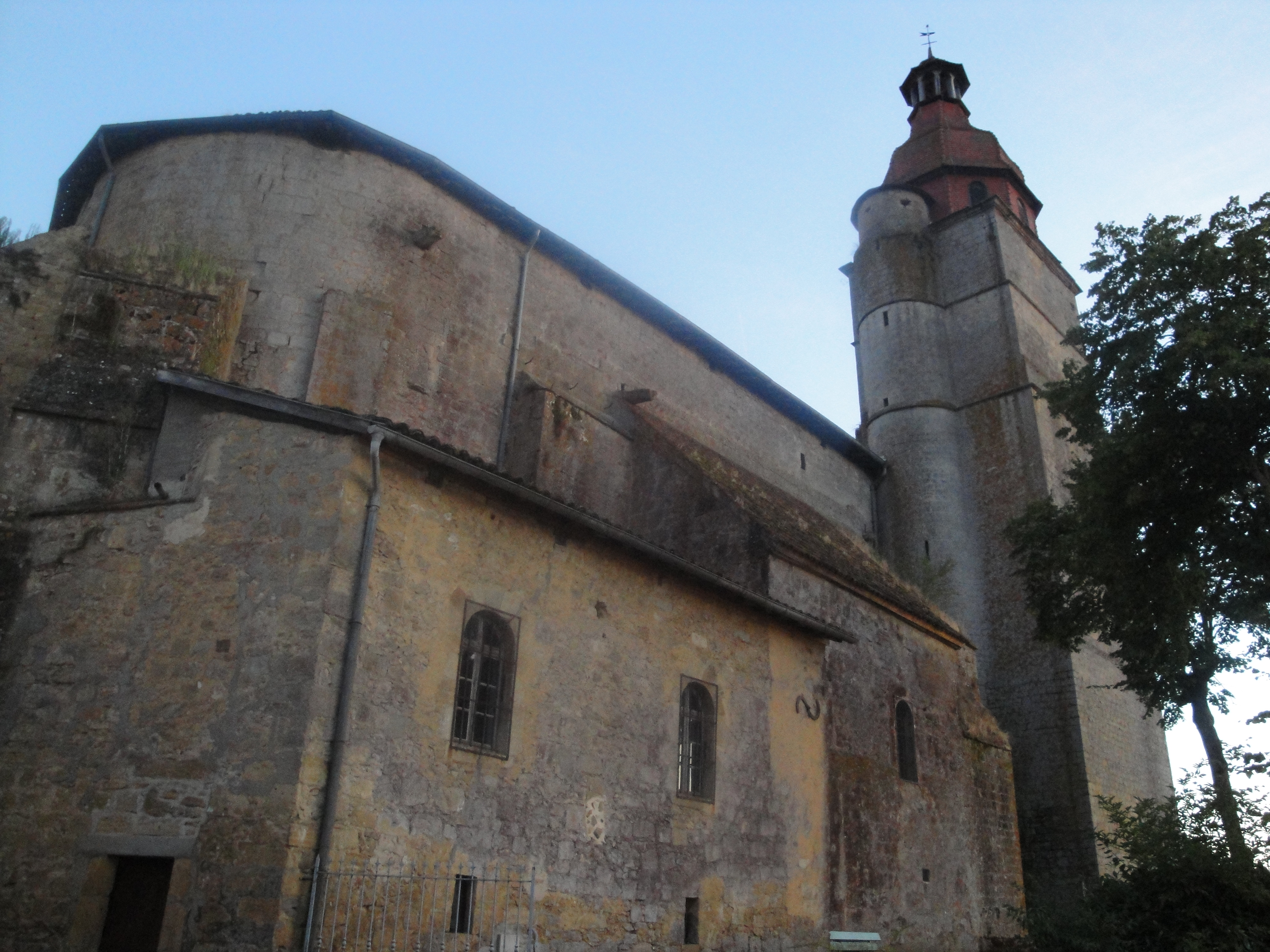

### Administration municipale

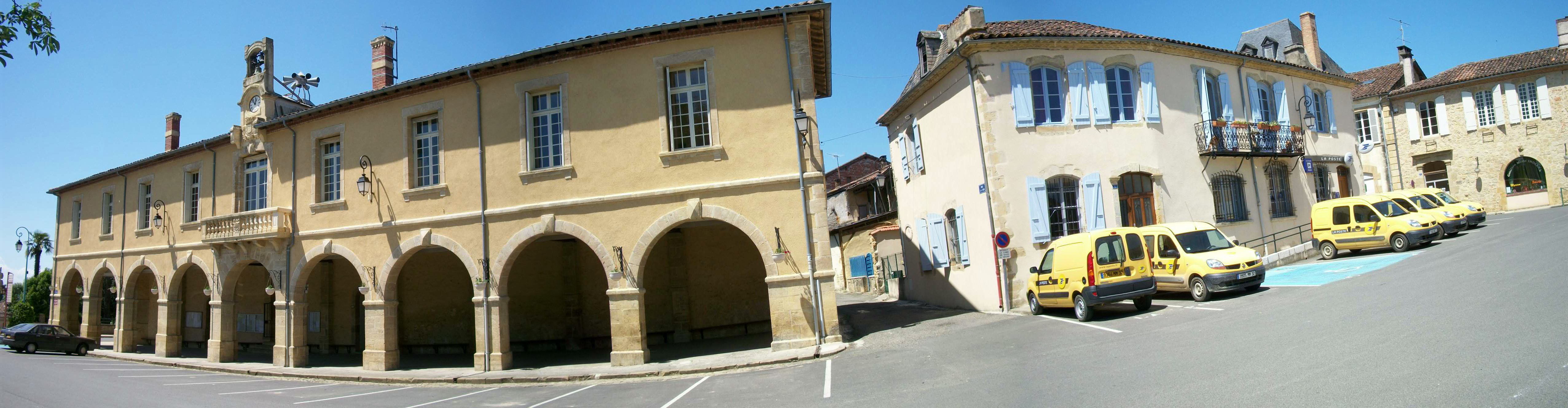
Mairie et Poste d'Aignan.

## Politique et administration

### Liste des maires
| Période                                  | Période  | Identité           | Étiquette | Qualité                                              |
| ---------------------------------------- | -------- | ------------------ | --------- | ---------------------------------------------------- |
| 1945                                     | 1983     | Abel Sempé         | PS        | Sénateur (1955-1989), Conseiller général (1945-1988) |
| 1983                                     | 1989     | Christiane Fabre   | RPR       | Pharmacien                                           |
| 1989                                     | 2006     | Christian Vienne   | PS        | Enseignant                                           |
| 2006                                     | 2020     | Philippe Baratault | PS        | Cadre                                                |
| 2020                                     | En cours | Gérard Pérès       |           | Agriculteur                                          |
| Les données manquantes sont à compléter. |          |                    |           |                                                      |

### Jumelages
- Wilburgstetten (Allemagne) dans le district de Moyenne-Franconie (Bavière).

## Population et société

### Démographie

#### Évolution démographique
L'évolution du nombre d'habitants est connue à travers les recensements de la population effectués dans la commune depuis 1793. Pour les communes de moins de 10 000 habitants, une enquête de recensement portant sur toute la population est réalisée tous les cinq ans, les populations de référence des années intermédiaires étant quant à elles estimées par interpolation ou extrapolation. Pour la commune, le premier recensement exhaustif entrant dans le cadre du nouveau dispositif a été réalisé en 2005.

En 2022, la commune comptait 722 habitants, en évolution de −1,37 % par rapport à 2016 (Gers : +1,04 %, France hors Mayotte : +2,11 %).
| 1793  | 1800  | 1806  | 1821  | 1831  | 1841  | 1846  | 1851  | 1856  |
| ----- | ----- | ----- | ----- | ----- | ----- | ----- | ----- | ----- |
| 1 413 | 1 427 | 1 469 | 1 492 | 1 771 | 1 630 | 1 639 | 1 618 | 1 686 |

| 1861  | 1866  | 1872  | 1876  | 1881  | 1886  | 1891  | 1896  | 1901  |
| ----- | ----- | ----- | ----- | ----- | ----- | ----- | ----- | ----- |
| 1 649 | 1 700 | 1 703 | 1 612 | 1 649 | 1 595 | 1 500 | 1 517 | 1 350 |

| 1906  | 1911  | 1921  | 1926  | 1931  | 1936 | 1946  | 1954 | 1962 |
| ----- | ----- | ----- | ----- | ----- | ---- | ----- | ---- | ---- |
| 1 215 | 1 247 | 1 088 | 1 139 | 1 175 | 959  | 1 035 | 950  | 898  |

| 1968 | 1975 | 1982 | 1990 | 1999 | 2005 | 2006 | 2010 | 2015 |
| ---- | ---- | ---- | ---- | ---- | ---- | ---- | ---- | ---- |
| 965  | 932  | 941  | 921  | 842  | 853  | 858  | 775  | 737  |

| 2020 | 2022 | - | - | - | - | - | - | - |
| ---- | ---- | - | - | - | - | - | - | - |
| 722  | 722  | - | - | - | - | - | - | - |

#### Pyramide des âges
La population de la commune est relativement âgée.
En 2018, le taux de personnes d'un âge inférieur à 30 ans s'élève à 20,5 %, soit en dessous de la moyenne départementale (27,7 %). À l'inverse, le taux de personnes d'âge supérieur à 60 ans est de 46,4 % la même année, alors qu'il est de 35,0 % au niveau départemental.
En 2018, la commune comptait 349 hommes pour 381 femmes, soit un taux de 52,19 % de femmes, légèrement supérieur au taux départemental (51,23 %).
Les pyramides des âges de la commune et du département s'établissent comme suit.
| Hommes | Classe d’âge | Femmes |
| ------ | ------------ | ------ |
| 1,4    | 90 ou +      | 3,7    |
| 13,3   | 75-89 ans    | 15,6   |
| 31,9   | 60-74 ans    | 26,8   |
| 22,0   | 45-59 ans    | 21,2   |
| 10,7   | 30-44 ans    | 12,2   |
| 10,4   | 15-29 ans    | 9,5    |
| 10,1   | 0-14 ans     | 10,9   |

| Hommes | Classe d’âge | Femmes |
| ------ | ------------ | ------ |
| 1,4    | 90 ou +      | 2,9    |
| 10,6   | 75-89 ans    | 13     |
| 22,1   | 60-74 ans    | 21,9   |
| 21,5   | 45-59 ans    | 21,2   |
| 15,3   | 30-44 ans    | 15,4   |
| 13,5   | 15-29 ans    | 11,6   |
| 15,6   | 0-14 ans     | 13,9   |

### Enseignement
Aignan dispose d'une école maternelle publique (38 élèves en 2013), d'une école élémentaire publique (87 élèves en 2013) et d'un collège "vert" public.

### Manifestations culturelles et festivités
- Foires : 28 décembre, et lundis les plus près des 10 mars, 11 juin et 22 septembre ;
- Marchés : les lundis ;
- Fêtes de Pâques : samedi, dimanche et lundi de Pâques ;
- Fête patronale : 1er dimanche de septembre[38].

### Santé
- Aide à la personne : ESPA - Emploi Services de Proximité en Armagnac
- Aide à la personne : ADOM Trait D'Union

### Loisirs
- Musée Paul Fontan - Mousquetaire du 20e siècle
- Les associations artistiques :
  - BANDA : Les Dandy's de l'Armagnac;
  - École de Musique d'Aignan;
  - La Chrysalide : Atelier Dessin - Modelage - Peinture - Sculpture.
- Les associations culturelles :
  - Aignan y Toros ;
  - Sol y Fiesta : danses sévillanes et Flamenco;
  - Amicale Motocycliste Aignanaise ;
  - Association RELAX : sophrologie et relaxation;
  - Association Sportive de la Course Landaise.

### Sports
- Un club de football : USA (union sportive aignanaise) ;
- Un club de tennis ;
- Un club bouliste ;
- Association RAVA, « Randonneurs d'Aignan et Val d'Adour »[39] ;
- Société de pêche « La Gaule aignanaise » ;
- Parcours de santé au lac d'Aignan ;
- Randonnées[40] ;
- Base de loisir ;
- La piscine municipale (l'été) ;
- Nombreuses activités équestres.

## Activités équestres
- La pratique de l'équitation est facilitée par des circuits en campagne et par de nombreux clubs aux alentours.

## Économie

### Revenus
En 2018  (données Insee publiées en septembre 2021), la commune compte 367 ménages fiscaux, regroupant 687 personnes. La médiane du revenu disponible par unité de consommation est de 18 100 € (20 820 € dans le département).

### Emploi
|                | 2008  | 2013  | 2018   |
| -------------- | ----- | ----- | ------ |
| Commune        | 6,5 % | 7,5 % | 10,2 % |
| Département    | 6,1 % | 7,5 % | 8,2 %  |
| France entière | 8,3 % | 10 %  | 10 %   |

En 2018, la population âgée de 15 à 64 ans s'élève à 376 personnes, parmi lesquelles on compte 71 % d'actifs (60,8 % ayant un emploi et 10,2 % de chômeurs) et 29 % d'inactifs,. En  2018, le taux de chômage communal (au sens du recensement) des 15-64 ans est supérieur à celui de la France et du département, alors qu'il était inférieur à celui de la France en 2008.
La commune est hors attraction des villes,. Elle compte 449 emplois en 2018, contre 444 en 2013 et 390 en 2008. Le nombre d'actifs ayant un emploi résidant dans la commune est de 237, soit un indicateur de concentration d'emploi de 189,9 % et un taux d'activité parmi les 15 ans ou plus de 42,1 %.
Sur ces 237 actifs de 15 ans ou plus ayant un emploi, 123 travaillent dans la commune, soit 52 % des habitants. Pour se rendre au travail, 78,2 % des habitants utilisent un véhicule personnel ou de fonction à quatre roues, 9 % s'y rendent en deux-roues, à vélo ou à pied et 12,8 % n'ont pas besoin de transport (travail au domicile).

### Activités hors agriculture

#### Secteurs d'activités
86 établissements sont implantés  à Aignan au 31 décembre 2019. Le tableau ci-dessous en détaille le nombre par secteur d'activité et compare les ratios avec ceux du département,.
| Secteur d'activité                                                                                        | Commune | Commune | Département |
| Secteur d'activité                                                                                        | Nombre  | %       | %           |
| --- | ------- | ------- | ----------- |
| Ensemble                                                                                                  | 86      | 100 %   | (100 %)     |
| Industrie manufacturière, industries extractives et autres                                                | 7       | 8,1 %   | (12,3 %)    |
| Construction                                                                                              | 9       | 10,5 %  | (14,6 %)    |
| Commerce de gros et de détail, transports, hébergement et restauration                                    | 26      | 30,2 %  | (27,7 %)    |
| Information et communication                                                                              | 2       | 2,3 %   | (1,8 %)     |
| Activités financières et d'assurance                                                                      | 5       | 5,8 %   | (3,5 %)     |
| Activités immobilières                                                                                    | 4       | 4,7 %   | (5,2 %)     |
| Activités spécialisées, scientifiques et techniques et activités de services administratifs et de soutien | 10      | 11,6 %  | (14,4 %)    |
| Administration publique, enseignement, santé humaine et action sociale                                    | 12      | 14 %    | (12,3 %)    |
| Autres activités de services                                                                              | 11      | 12,8 %  | (8,3 %)     |

Le secteur du commerce de gros et de détail, des transports, de l'hébergement et de la restauration est prépondérant sur la commune puisqu'il représente 30,2 % du nombre total d'établissements de la commune (26 sur les 86 entreprises implantées  à Aignan), contre 27,7 % au niveau départemental.

#### Entreprises et commerces
Les deux entreprises ayant leur siège social sur le territoire communal qui génèrent le plus de chiffre d'affaires en 2020 sont : 
- Sud Ouest Accouvage, élevage de volailles (10 103 k€) ;
- Madely, supermarchés (1 704 k€).

Le groupe pharmaceutique Pierre Fabre possède une usine, dans la commune, spécialisée notamment dans la fabrication de pastilles pour les maux de gorge, gommes et poudres dermocosmétiques.
Fondée en 1957, l'entreprise Schaerer réalise tous travaux de mécanique générale de précision.

### Agriculture

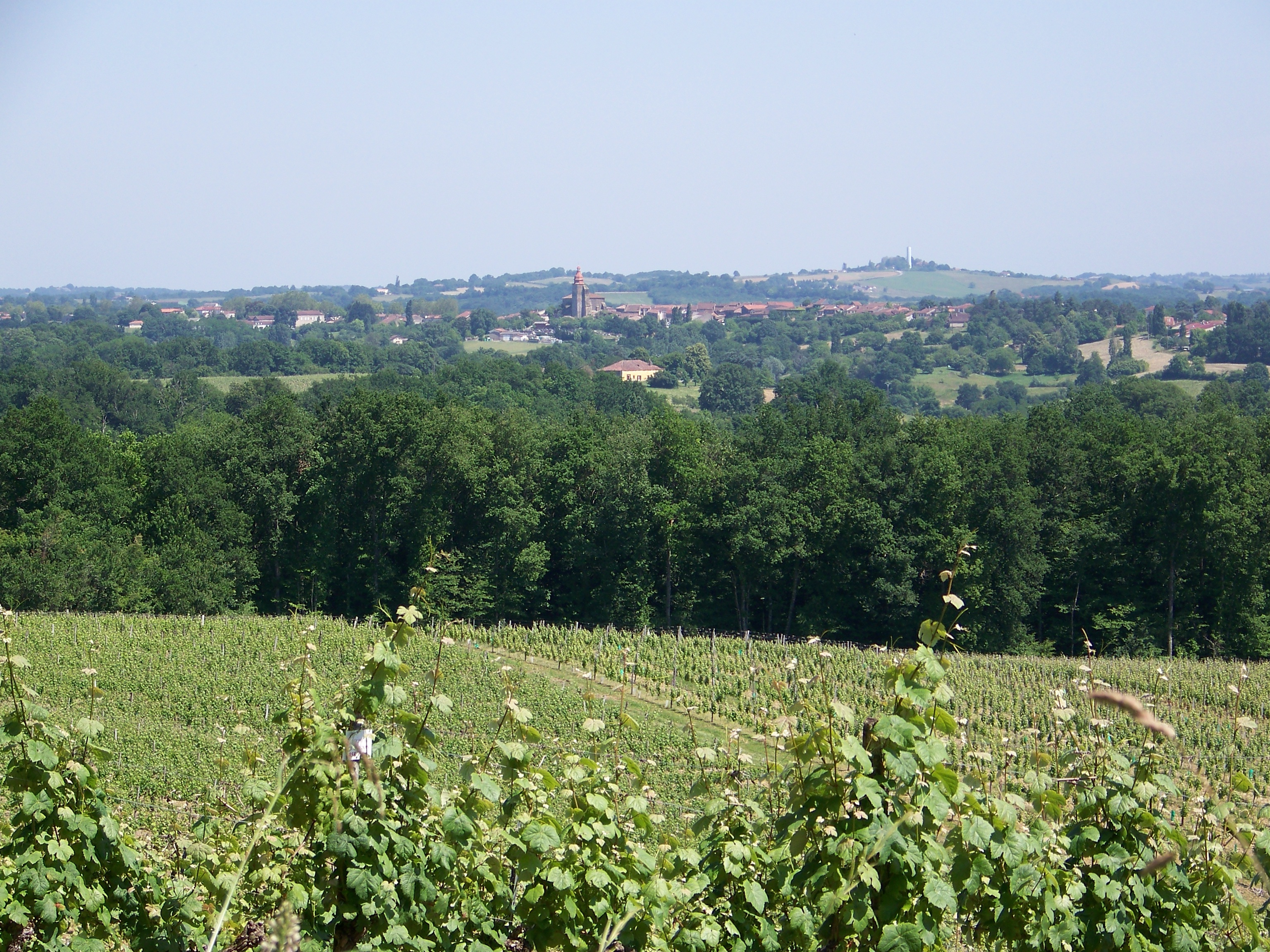
Le village d'Aignan (au fond) et le vignoble de Saint-Mont.

La commune est dans le Bas-Armagnac, une petite région agricole occupant une partie ouest du département du Gers. En 2020, l'orientation technico-économique de l'agriculture  sur la commune est la combinaisons de granivores (porcins, volailles).
|               | 1988  | 2000  | 2010  | 2020  |
| ------------- | ----- | ----- | ----- | ----- |
| Exploitations | 65    | 50    | 43    | 32    |
| SAU (ha)      | 2 188 | 2 041 | 1 835 | 1 810 |

Le nombre d'exploitations agricoles en activité et ayant leur siège dans la commune est passé de 65 lors du recensement agricole de 1988  à 50 en 2000 puis à 43 en 2010 et enfin à 32 en 2020, soit une baisse de 51 % en 32 ans. Le même mouvement est observé à l'échelle du département qui a perdu pendant cette période 51 % de ses exploitations,. La surface agricole utilisée sur la commune a également diminué, passant de 2 188 ha en 1988 à 1 810 ha en 2020. Parallèlement la surface agricole utilisée moyenne par exploitation a augmenté, passant de 34 à 57 ha.
La commune fait partie du terroir des Côtes-de-gascogne (VDP) et de celui des Côtes-de-saint-mont (AOVDQS). Le commerce des eaux-de-vie d'armagnac est très actif (il est possible de visiter des chais de vieillissement). Mais l'activité économique reste surtout agricole. Plaimont y possède un chai.

## Culture locale et patrimoine

### Lieux et monuments
L'église Saint-Saturnin a été construite du XIIe siècle au XIXe siècle.
Elle possède un massif clocher carré. À l'intérieur, elle est composée de deux nefs inégales et de deux absides semi-circulaires aux remarquables chapiteaux. Mais elle est surtout connue pour son portail roman sculpté.
L'église a subi au cours de l'histoire de nombreuses vicissitudes : destructions liées aux rivalités entre Anglais et Français durant le Moyen Âge et aux guerres de Religion ensuite. De plus elle a été agrandie, remaniée, complétée durant les siècles suivants.
C'est donc un édifice composite fortifié qui garde toutefois de beaux vestiges de style roman, notamment son décor sculpté.
Église Saint-Jacques de Fromentas (au lieu-dit Fromentas)
Elle a été construite au XVe siècle. Il faut remarquer les voûtes à croisées d'ogives en pierre. Supportées par des consoles placées dans les murs, elles aboutissement à deux grosses colonnes situées en file au milieu de l'église. Le chœur est à trois pans coupés.
- Église Saint-André de Lartigue.
- Les arènes André-Ladouès : place des Arènes.
- Un plan d'eau de 5 ha et de 7 m de profondeur.
- Un musée consacré à Félix Fontan[51].
- Médiathèque municipale[52].

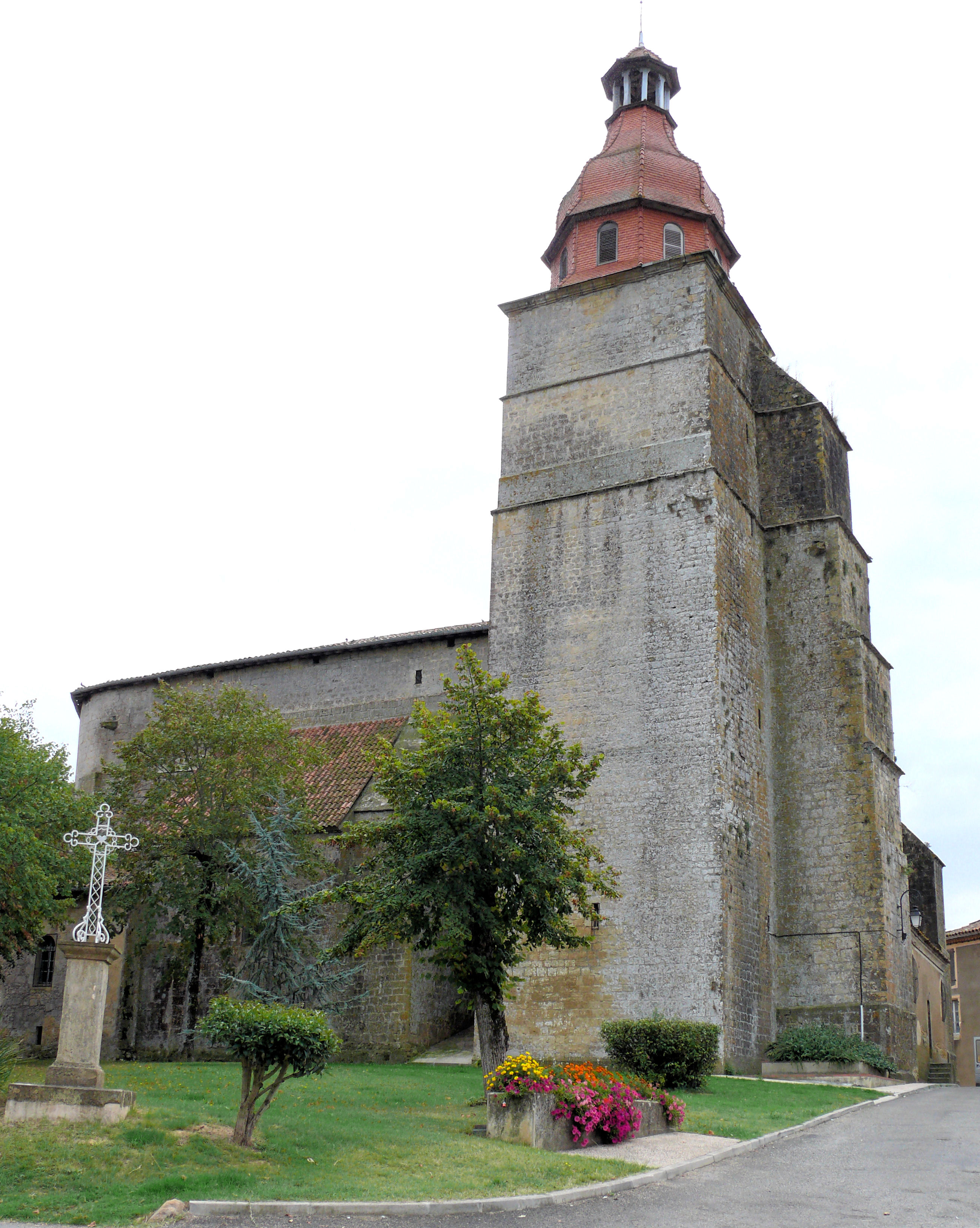
Église Saint-Saturnin d'Aignan.
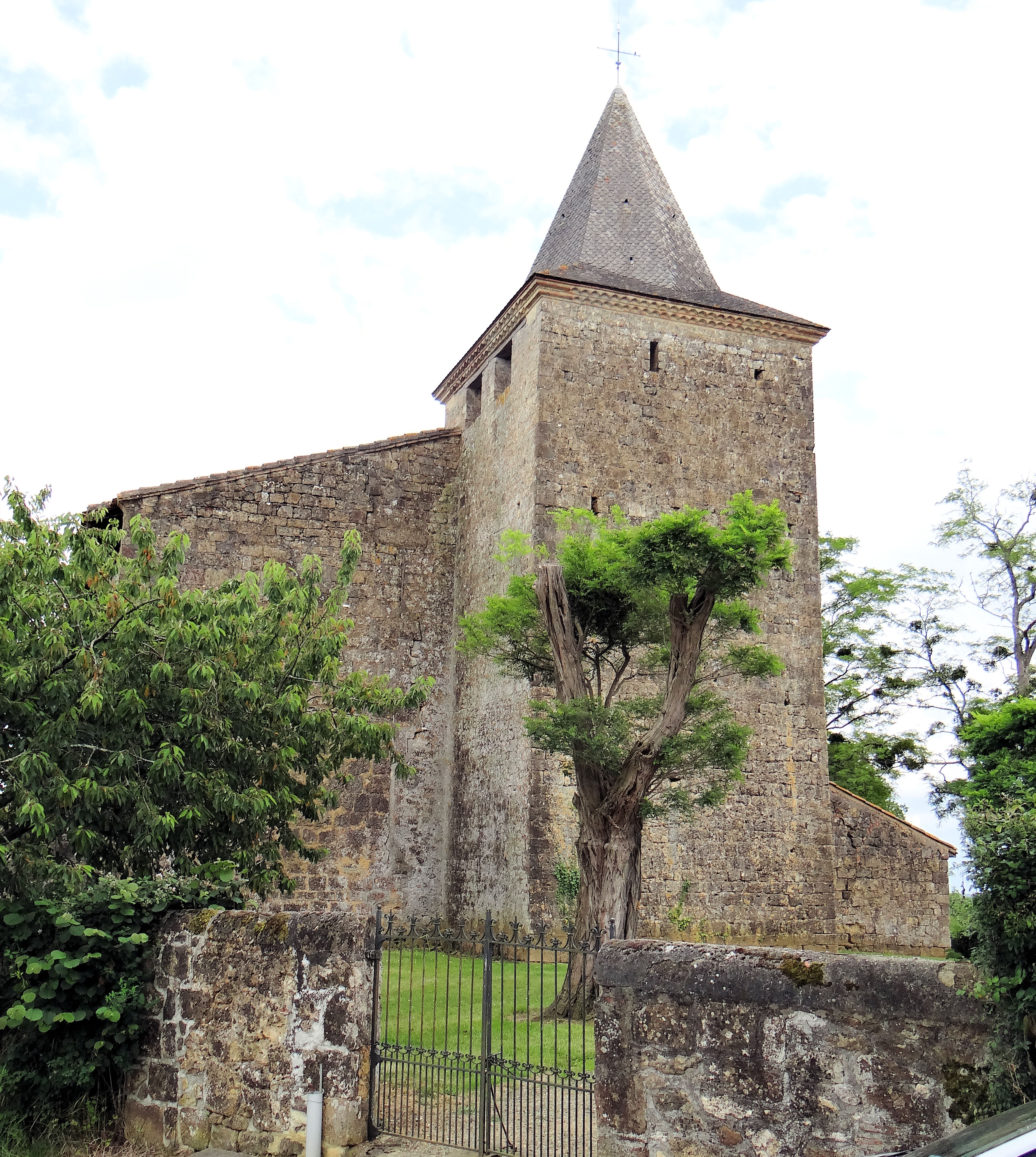
Église Saint-Jacques de Fromentas.
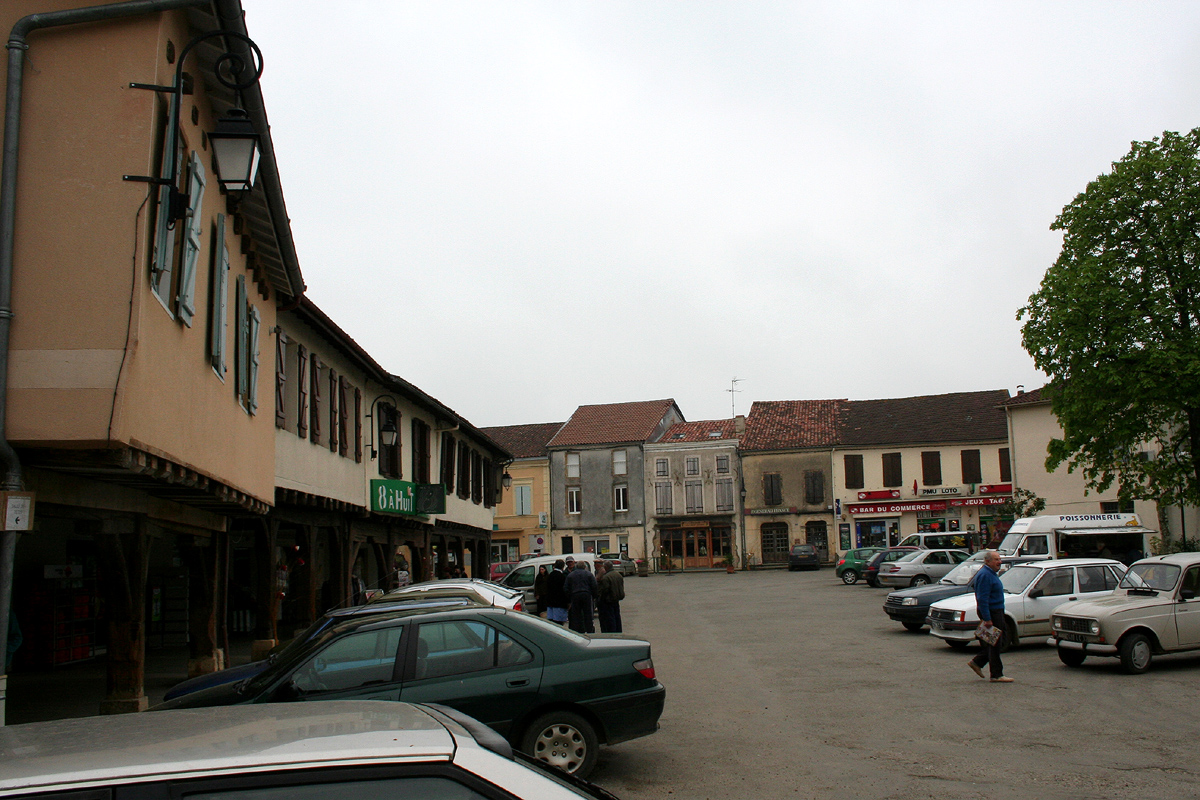
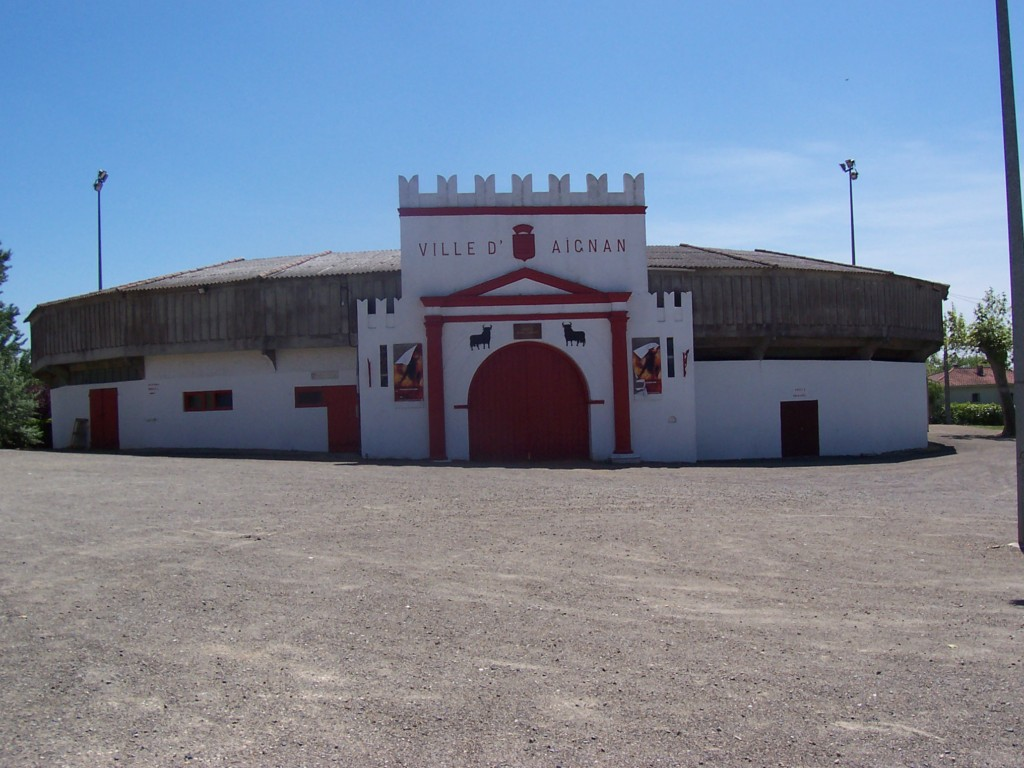
Arènes André-Ladouès.

### Personnalités liées à la commune
- Jean-Justin Monlezun (1800-1859) : chanoine et historien de la Gascogne né à Aignan ;
- Edward Sansot (1864-1926) : éditeur né à Aignan ;
- Félix Fontan (1880-1914) : capitaine de gendarmerie né à Aignan ;
- Jean-Adolphe Fouéré (1910-2011) : fédéraliste (breton) né à Aignan ;
- Roger Baqué (1925-2013) : rugbyman français ;
- Jean-Louis Guilhaumon (1948-) : maire de Marciac, enseignant à Aignan dans les années 1970 ;
- Abel Sempé (1912-2006) : résistant, chef d'entreprise, maire, conseiller général, sénateur du Gers ;
- Sébastien Castella (1983-) : matador qui fit ses débuts en novillada à Aignan.

### Héraldique
| Blason | Blasonnement : D'azur au lion à la queue léopardée d'argent, au chef cousu de gueules chargé de trois croissants aussi d'argent. |